# 鍋島直紹
鍋島 直紹（なべしま なおつぐ、1912年（明治45年）5月19日 - 1981年（昭和56年）11月16日）は、日本の政治家。佐賀県知事・科学技術庁長官。旧肥前鹿島藩鍋島家の第15代当主にあたり、地元では親しみを込めて「トンさん」（＝殿様）と呼ばれた。

## 生涯
1912年（明治45年）5月19日、旧鹿島藩鍋島家第14代当主で、内務政務次官を務めた鍋島直縄子爵の長男として佐賀県藤津郡（現・鹿島市）で生まれる。旧制学習院中等科・高等科を経て、1936年（昭和11年）九州帝国大学農学部農学科を卒業、農林省嘱託技師となる。1944年（昭和19年）同省を退職し、「鍋島農園」の経営に当たる。1947年（昭和22年）2月3日に爵位（子爵）を返上した。
佐賀県教育委員会委員、同県森林組合連合会会長、鹿島町農協組合長を歴任し、1951年（昭和26年）佐賀県知事に当選する。しかし、就任後は朝鮮戦争特需後の景気後退に加え、1953年（昭和28年）に起きた昭和28年西日本水害が追い打ちをかけ、県財政が破綻状態に陥り、対応に苦慮した。2期目の1956年（昭和31年）に財政再建団体に指定される。財政再建計画に基づく教職員の削減を巡り、佐賀県教職員組合との激しい抗争劇（佐教組事件）が展開され、のちに石川達三の小説『人間の壁』の題材となった。
1959年（昭和34年）、第5回参議院議員通常選挙に自由民主党から佐賀県選挙区から立候補し当選する。以後当選4回。番町政策研究所（三木→河本派）に所属した。大蔵政務次官などを経て、1967年（昭和42年）第2次佐藤第1次改造内閣で科学技術庁長官として入閣する。
議員活動の中で特筆すべきは、参議院議院運営委員長を通算3期も務めていることで、いかに議会運営の手腕について信頼が置かれていたかを物語る。1971年（昭和46年）には新谷寅三郎・迫水久常らとともに反重宗雄三グループ「桜会」のメンバーとして、河野謙三の参議院議長当選に貢献した。その後は参議院予算委員長、参議院自民党国会対策委員長・幹事長などを歴任する。
1981年（昭和56年）11月16日、脳梗塞のため東京都新宿区の東京女子医科大学病院で死去した。69歳没。次期参議院議長の声も聞かれ始めた矢先であった。叙位叙勲については、鍋島の遺志によって見送られた。哀悼演説は同月27日、参議院本会議で瀬谷英行により行われた。
地元の肥前磁器（伊万里焼）をはじめ、陶磁器に造詣が深いことでも知られた。磁器に関する著作もある。

## 家族
- 父：鍋島直縄（旧鹿島藩鍋島家第14代当主）
- 母：鍋島政子（毛利元功の娘）
- 妻：鍋島則子（佐竹義春の娘）
  - 長男：鍋島直建（1937-1990）
    - 孫：鍋島昭茂（フリーアナウンサー）

  - 長女：広子（福田潮夫人）
  - 次男：鍋島和茂

## 著書
- 『風淡集―随筆』　ほりばた会、1953年。
- 『中ノ小路随筆』　鹿島書房、1954年。
- 「肥前磁器の潮流」『鍋島藩窯の研究』　鍋島藩窯調査委員会編、平安堂、1954年。
- 『ほりばた―随筆』　佐賀県立図書館、1957年。
- 『とのさま』　五月書房、1958年。
- 『ソ連・ヨーロッパの旅―一保守党政治家の眼』　世界書院、1960年。
- 『唐津』（水町和三郎共著）　白凰社、1963年。
- 『中国の農業・農村―中国農村旅行記』　全国農業会議所、1973年。